# Perrottetia ovata
Perrottetia ovata är en tvåhjärtbladig växtart som beskrevs av William Botting Hemsley. Perrottetia ovata ingår i släktet Perrottetia och familjen Dipentodontaceae. Inga underarter finns listade.